# Cão Danado
Nora Inu (野良犬, Nora Inu) (bra/prt: Cão Danado) é um filme japonês de 1949, dos gêneros suspense e drama policial, dirigido por Akira Kurosawa, com roteiro de Ryuzo Kikushima e do próprio diretor.
Ganhou os prêmios de melhor ator (Takashi Shimura), melhor montagem (Fumio Hayasaka), melhor fotografia (Asakazu Nakai) e melhor direção de arte (So Matsuyama), em 1950, no Mainichi Eiga Concours.[carece de fontes?]
O filme teria dois remakes: Nora inu, em 1973, e Too Much Sleep, em 1997.[carece de fontes?]

## Sinopse
O policial novato Murukami, da divisão de homicídios, perde sua arma num assalto e começa a investigar, sem sucesso, o paradeiro do ladrão, até que Sato, um oficial mais experiente, resolve ajudá-lo. Um dia Murukami entra em conflito ao descobrir que o ladrão só se tornara criminoso por necessidade. 